# Law Adam
Lawrence (Law) Adam (Probolinggo (Nederlands-Indië), 11 juni 1908 — Soerabaja, 15 mei 1941) was een Nederlands voetballer.
Hij studeerde in Zwitserland voor ingenieur en voetbalde daar bij Grasshoppers. Zijn interlanddebuut maakte hij in 1929 voor Zwitserland in een wedstrijd tegen Oostenrijk. Toen het Nederlands elftal het volgende jaar tegen de Zwitsers speelde werd hij voor Oranje gevraagd. Dat deed het nodige stof opwaaien. Het werd overigens een 6-3-nederlaag.
In totaal speelde Adam elf wedstrijden voor het Nederlands elftal. Daarin scoorde hij zes keer. Zijn bekendste wedstrijd was de 0-2-overwinning bij Duitsland in 1932 in Düsseldorf, waar hij beide goals maakte.
In tegenstelling tot wat velen denken was niet Piet Keizer maar Adam de uitvinder van de schaarbeweging. De rechtsbuiten speelde zijn laatste interland in 1933, toen hij inmiddels was teruggekeerd naar Nederland en speelde bij HVV. Vanwege hartklachten moest hij zijn sportcarrière al beëindigen toen hij 25 was. Hij overleed in 1941 op 32-jarige leeftijd aan een hartstilstand, tijdens een vriendschappelijke voetbalwedstrijd in Nederlands-Indië.